# Canton de Saint-Symphorien
Le canton de Saint-Symphorien est une ancienne division administrative française située dans le département de la Gironde, en région Aquitaine.

## Géographie
Ce canton était organisé autour de Saint-Symphorien dans l'arrondissement de Langon. Son altitude variait de 18 m (Balizac) à 100 m (Hostens) pour une altitude moyenne de 60 m.

## Composition
Le canton de Saint-Symphorien regroupait sept communes et comptait 5 093 habitants (population municipale) au 1er janvier 2012.
| Nom                          | Code Insee | Intercommunalité  | Superficie (km2) | Population (dernière pop. légale) | Densité (hab./km2) |
| ---------------------------- | ---------- | ----------------- | ---------------- | --------------------------------- | ------------------ |
| Saint-Symphorien (chef-lieu) | 33484      | CC du Sud Gironde | 106,29           | 1 829 (2014)                      | 17                 |
| Balizac                      | 33026      | CC du Sud Gironde | 41,78            | 486 (2014)                        | 12                 |
| Hostens                      | 33202      | CC du Sud Gironde | 57,64            | 1 342 (2014)                      | 23                 |
| Louchats                     | 33251      | CC du Sud Gironde | 39,24            | 729 (2014)                        | 19                 |
| Origne                       | 33310      | CC du Sud Gironde | 27,19            | 182 (2014)                        | 6,7                |
| Saint-Léger-de-Balson        | 33429      | CC du Sud Gironde | 38,04            | 339 (2014)                        | 8,9                |
| Le Tuzan                     | 33536      | CC du Sud Gironde | 18,00            | 273 (2014)                        | 15                 |

## Démographie
| 1962  | 1968  | 1975  | 1982  | 1990  | 1999  | 2006  | 2011  | 2012  |
| ----- | ----- | ----- | ----- | ----- | ----- | ----- | ----- | ----- |
| 3 856 | 3 090 | 2 937 | 3 128 | 3 318 | 3 526 | 4 330 | 5 069 | 5 093 |

## Historique
De 1833 à 1848, les cantons de Captieux, Saint-Symphorien et Villandraut avaient le même conseiller général. Le nombre de conseillers généraux était limité à 30 par département.

## Représentation

### Conseillers généraux de 1833 à 2015
| Période | Période          | Identité                    | Étiquette           | Qualité |
| ------- | ---------------- | --------------------------- | ------------------- | --- |
| 1833    | 1839             | Raymond Mongie-Labarthe     |                     | Propriétaire à Saint-Symphorien |
| 1839    | 1848             | Léopold Lalanne             |                     | Avocat et notaire à Préchac, juge de paix de Villandraut                                                                            |
| 1848    | 1855             | Bernard Lapeyre             |                     | Avocat Maire et juge de paix à Saint-Symphorien                                                                                     |
| 1855    | 1864             | Baron Jérôme David          | Majorité dynastique | Ancien officier d'ordonnance du Prince Napoléon Député (1859-1870, 1876-1881) Maire de Langon                                       |
| 1864    | 1870             | Jean-Baptiste-Jules Lapeyre |                     | Médecin |
| 1871    | 1883             | Jean Callen                 | Républicain         | Sénateur (1879-1888) |
| 1883    | 1889             | Maurice Dupart              | Républicain         | Industriel, négociant en bois à Saint-Symphorien                                                                                    |
| 1889    | 1895             | Bertrand Lapeyre            | Droite              | Propriétaire à Saint-Symphorien |
| 1895    | 1925             | Joseph Callen               | RG                  | Propriétaire, maire de Saint-Symphorien Président du Conseil Général                                                                |
| 1925    | 1931             | Jean de Groc                | AD                  | Propriétaire à Saint-Symphorien |
| 1931    | 1932 (démission) | Jean-Albert Furt            | SFIO                | Commis des bureaux à la mairie de Bordeaux Adjoint au maire de Podensac Ancien conseiller d'arrondissement du canton de Villandraut |
| 1932    | 1940             | Cyprien Lacoste             | SFIO puis USR       | Propriétaire, maire de Saint-Symphorien                                                                                             |
|         |                  |                             |                     | |
| 1945    | 1949             | Marcel Coquet               | PCF                 | Maire de Saint-Symphorien |
| 1949    | 1961             | Gustave Flament             | SFIO                | Maire de Saint-Symphorien |
| 1961    | 1979             | André Henriot               | SFIO puis PS        | Cheminot Maire de Saint-Symphorien                                                                                                  |
| 1979    | 1998             | Gérard Lagors               | PS                  | Principal de collège Maire de Saint-Symphorien (1977-1995)                                                                          |
| 1998    | 2004             | Guy Dupiol                  | PS                  | Officier de l'armée de l'air retraité Maire de Saint-Symphorien (1995-2020)                                                         |
| 2004    | 2015             | Philippe Carreyre           | PS                  | Agriculteur Maire de Louchats (2001-2023)                                                                                           |

- Jean-Albert Furt, né en 1902, fut un membre important de la Résistance en Gironde.

Chef de l'Armée secrète, il mourut en mission à Paris le 11 décembre 1943. Médaillé de  la Résistance Française à titre posthume.

### Conseillers d'arrondissement (de 1833 à 1940)
Le canton de Saint-Symphorien appartenait à l'arrondissement de Bazas jusqu'à sa disparition en 1926.
| Période                                  | Période | Identité                          | Étiquette           | Qualité |
| ---------------------------------------- | ------- | --------------------------------- | ------------------- | --- |
| 1833                                     | 1848    | Étienne Martin-Travet             |                     | Propriétaire à Saint-Symphorien                                                                             |
|                                          |         |                                   |                     | |
| 1878                                     | 1886    | Édouard Dartigolles               | Républicain         | Propriétaire et négociant, Balizac                                                                          |
| 1886                                     | 1892    | Pierre-Georges Bannel (1845-1931) | Républicain         | Boucher puis banquier à Langon                                                                              |
| 1892                                     | 1913    | Maurice Dupart                    | Républicain radical | Négociant, maire de Saint-Symphorien, ancien conseiller général                                             |
| 1913                                     | 1928    | Ali Martineau                     | Républicain         | Conseiller municipal de Saint-Symphorien                                                                    |
| 1928                                     | 1934    | Robert Lapeyre (1873-1949)        | RG                  | Propriétaure à Saint-Symphorien                                                                             |
| 1934                                     | 1940    | Gaston Dubernet                   | SFIO                | Maire de Saint-Léger                                                                                        |
| 1940                                     |         |                                   |                     | Les conseils d'arrondissement ont été suspendus par la loi du 12 octobre 1940 et n'ont jamais été réactivés |
| Les données manquantes sont à compléter. |         |                                   |                     | |